# جولي بيتريني
جولي كارلوتا بيتريني (بالسويدية: Gulli Petrini)‏ (ولدت في ستوكهولم بتاريخ 30 سبتمبر 1867، وتوفيت فيها بتاريخ 8 أبريل 1941) هي فيزيائية وكاتبة ومنادية بحق المرأة بالاقتراع وناشطة في مجال حقوق المرأة وسياسية سويدية. شغلت منصب رئيس مجلس الفرع المحلي للاتحاد الوطني لحق المرأة بالاقتراع في فرع فاكسيو (1903- 1914) وفرع ستوكهولم (1914-1921)، وكانت عضوًا ليبراليًا في مجلس المدينة في فاكسيو من بين العامين 1910 و19140.

## سيرة حياتها
وُلدت جولي في 30 سبتمبر 1867، وهي ابنة للبروفيسور كارل جيكوب روساندر وإيما ماريا غودينيوس. تخرجت من مدرسة فالينسكا في عام 1887، وأصبحت أستاذًا في الفلسفة في جامعة  أوبسالا عام 1901. تزوجت من زميلها بالدراسة هينريك بييتيرني عام 1902. وعملت معلمة في مدرسة للتعليم الثانوي للبنات في فاكسيو من عام 1902 وحتى 1906، ومعلمة في مدارس إناث مختلفة في ستوكهولم في عام 1914 وحتى عام 1931.
بدأ اهتمام جولي بالحركات النسائية عندما كانت طالبة في جامعة أوبسالا خلال تسعينيات القرن التاسع عشر، حيث حضرت بصورة دورية ندوات النقاش التي عقدتها آن مارغريت هولمغرين. استلهمت جولي اهتمامها بالحركة النسائية من حياتها الشخصية، إذ لم تكن تقليدية أبدًا. وبتشجيع من والدها المتحضر، درست في جامعة في وقت كانت دراسة المرأة فيه أمر مثير للجدل. ثم انخرطت في المجال المهني على الرغم من أن إعالة المرأة كانت مقرونًا بالزوج خلال تلك الفترة. أصبحت ناشطة في السياسة في عام 1904 عندما انضمت إلى حركة حق المرأة بالتصويت في فاكسيو، وسرعان ما تحولت إلى عضو بارز في الحركة السويدية للمناداة بحق المرأة بالتصويت.
توفيت جولي في 8 أبريل عام 1941.